# Лий Джей Коб
Лий Джей Коб (на английски: Lee J. Cobb) е американски филмов и театрален актьор, роден през 1911 г., починал през 1976 г.
Коб е сред най-популярните типажни актьори на Холивуд в десетилетията след войната през 1940-те, 1950-те и 1960-те. Най-известни са изпълненията му в класиката на Сидни Лъмет „Дванадесет разгневени мъже“ (1957), за което е номиниран за награда „Златен глобус“, двете му номинации за „Оскар“ за поддържаща роля във филмите „На кея“ (1957) на Елия Казан и „Братя Карамазови“ (1958) на Ричард Брукс, както и едно от последните му участия - филма „Заклинателят“ (1973) на Уилям Фредкин.
Коб е известен и с изпълнението на главната роля в пиесата на Артър Милър „Смъртта на търговския пътник“ (1949) при оригиналното ѝ поставяне на Бродуей от Елия Казан. През 1960-те години голяма популярност добива участието му в хитовия телевизионен сериал „Вирджинецът“ на телевизионната група Ен Би Си.

## Биография

### Ранни години
Роден е с името Лио Джейкъб на 8 декември 1911 г. в Ню Йорк сити. Родителите му, Бенджамин (Бендион) Джейкъб и Кейт Нийлш, са евреи от руски и румънски произход. Лий израства в Бронкс на Уилкинс авеню в близост до Кротона парк. Като дете показва завидни музикални умения, овладявайки цигулката и хармониката. На 17-годишна възраст избягва от къщи, отправяйки се към Холивуд, за да се опита да влезе в киносредите. След като не успява да си намери работа там, Коб се връща в Ню Йорк, където започва да посещава вечерен курс по счетоводство към Сити колежа на Сити университета на Ню Йорк, участвайки през деня в радиопиеси.
През 1935 г. Лий се присъединява към нюйоркската театрална група, наричаща се „Груп Тийтър“. Тук той си изгражда име след участия в пиесите „Waiting for Lefty“ и „Til the Day I Die“ на драматурга Клифорд Одетс. Именно в тази трупа Коб се среща с Елия Казан, в чиито класически постановки и филми ще блести години по-късно.

## Частична филмография
| Година    | Заглавие на български              | Оригинално заглавие              | Роля                      | Режисьор                     | Бележки |
| --------- | ---------------------------------- | -------------------------------- | ------------------------- | ---------------------------- | ------- |
| 1943      | „Песента на Бернадет“              | The Song of Bernadette           | д-р Дозо                  |                              |         |
| 1946      | „Анна и кралят на Сиам“            | Anna and the King of Siam        | Кралахом                  |                              |         |
| 1947      | „Бумеранг“                         | Boomerang                        | Харолд Ф. Робинсън        |                              |         |
| 1948      | „Късмета на ирландеца“             | The Luck of the Irish            | Дейвид Аугур              |                              |         |
| 1950      | „Мъжът, който измами себе си“      | The Man Who Cheated Himself      | лейтенант Ед Кулен        |                              |         |
| 1951      | „Сироко“                           | Sirocco                          | полковник Фероуд          |                              |         |
| 1954      | „На кея“                           | On the Waterfront                | Джони Френдли             | номинация за „Оскар“         |         |
| 1955      | „Лявата ръка на Господ“            | The Left Hand of God             | Миех Йънг                 |                              |         |
| 1956      | „Мъжът в сивия бархетен костюм“    | The Man in the Gray Flannel Suit | съдия Бърнстейн           |                              |         |
| 1957      | „Дванадесет разгневени мъже“       | 12 Angry Men                     | съдебен заседател №3      | номинация за „Златен глобус“ |         |
| 1957      | „Трите лица на Ив“                 | The Three Faces of Eve           | д-р Къртис Лутър          |                              |         |
| 1958      | „Братя Карамазови“                 | The Brothers Karamazov           | Фьодор Карамазов          | номинация за „Оскар“         |         |
| 1958      | „Човек от Запада“                  | Man of the West                  | Док Тобин                 |                              |         |
| 1959      | „Клопката“                         | The Trap                         | Виктор Масонети           |                              |         |
| 1960      | „Изход“                            | Exodus                           | Барак Бен Канаан          |                              |         |
| 1962      | „Четирите конника на Апокалипсиса“ | Four Horsemen of the Apocalypse  | Мадариага                 |                              |         |
| 1962      | „Как беше завладян Запада“         | How the West Was Won             | шериф Лу Рамзи            |                              |         |
| 1962-1966 | „Вирджинецът“                      | The Virginian                    | съдия Гарт                | телевизионен сериал          |         |
| 1963      | „Хайде надуй тръбата“              | Come Blow Your Horn              | Хари Бейкър               | номинация за „Златен глобус“ |         |
| 1968      | „Денят на совата“                  | Il giorno della civetta          | дон Мариано Арена         |                              |         |
| 1969      | „Златото на Макена“                | Mackenna's Gold                  | редакторът                |                              |         |
| 1973      | „Заклинателят“                     | The Exorcist                     | лейтенант Уилям Киндерман |                              |         |